# Planctomycetota
Planctomycetota, dříve Planctomycetes („planktomycéty“) jsou kmen bakterií, které se vyskytují v sladké, brakické i slané vodě. Rozmnožují se pučením. Tyto bakterie mají oválný tvar a na povrchu cytoplazmy i zvláštní tubulární útvary, zvané stébla, která jim pomáhají připevnit se k ostatním jedincům v procesu pučení.
Podle Cavalier-Smithe se Planctomycetes řadí do vývojové větve Planctobacteria, která dále patří do velké skupiny Gracilicutes.

## Struktura
Tyto bakterie postrádají peptidoglykan ve své buněčné stěně, který u většiny bakterií slouží jako jakási ochranná vnější kostra buňky. Místo peptidoglykanu obsahují glykoprotein, bohatý zejména na glutamát. Také vnitřní struktury jsou v rámci prokaryot výjimečné. Přestože nemají pravé buněčné jádro, jako eukaryota, jejich DNA (nukleoid) může být u Planctomycetota uzavřena v dvojité membráně a takto vzniklý „váček“ se nazývá pirerulozom.

## Životní cyklus
Životní cyklus obsahuje střídání mezi přisedlými a bičíkatými fenotypy. Přisedlé buňky totiž vypučí v pohyblivé buňky s bičíky, které plavou a posléze přilnou k povrchu a rozdělí se.